# Franz Wismayer
Francis Joseph „Franz“ Wismayer, auch Frank Wismayer (* 18. März 1913 in Malta; † 4. Mai 2003 ebenda), war ein maltesischer Wasserballspieler.

## Karriere
Anfang der 1930er Jahre wurde Wismayer in die erste Mannschaft des Neptunes WPSC aus San Giljan berufen und gewann mit dem Verein in den Jahren 1933, 1934, 1937 und 1938 sowie nach Wiederaufnahme des kriegsbedingt unterbrochenen Spielbetriebs in den Jahren 1945 und 1949 die maltesische Landesmeisterschaft. Mit der maltesischen Nationalmannschaft und seinen Teamkollegen Jimmy Chetcuti, Joseph Demicoli, Jackie Frendo Azzopardi, Alfred Lanzon, Babsie Podestá, Wilfred Podestá und Pippo Schembri nahm er am olympischen Wasserballturnier 1936 in Berlin teil. Das Team, das im havelländischen Nauen trainiert hatte, unterlag in der Vorrunde den Mannschaften aus dem Vereinigten Königreich (2:8), Ungarn (0:12) und Jugoslawien (0:7). Nach diesen Ergebnissen belegte die Mannschaft den geteilten 13. Platz unter 16 Teilnehmern.
Wismayer war verheiratet mit Lucrezia Lanzon und hatte vier Kinder. Er verstarb im Alter von 90 Jahren.